# Mariä Himmelfahrt (Tading)

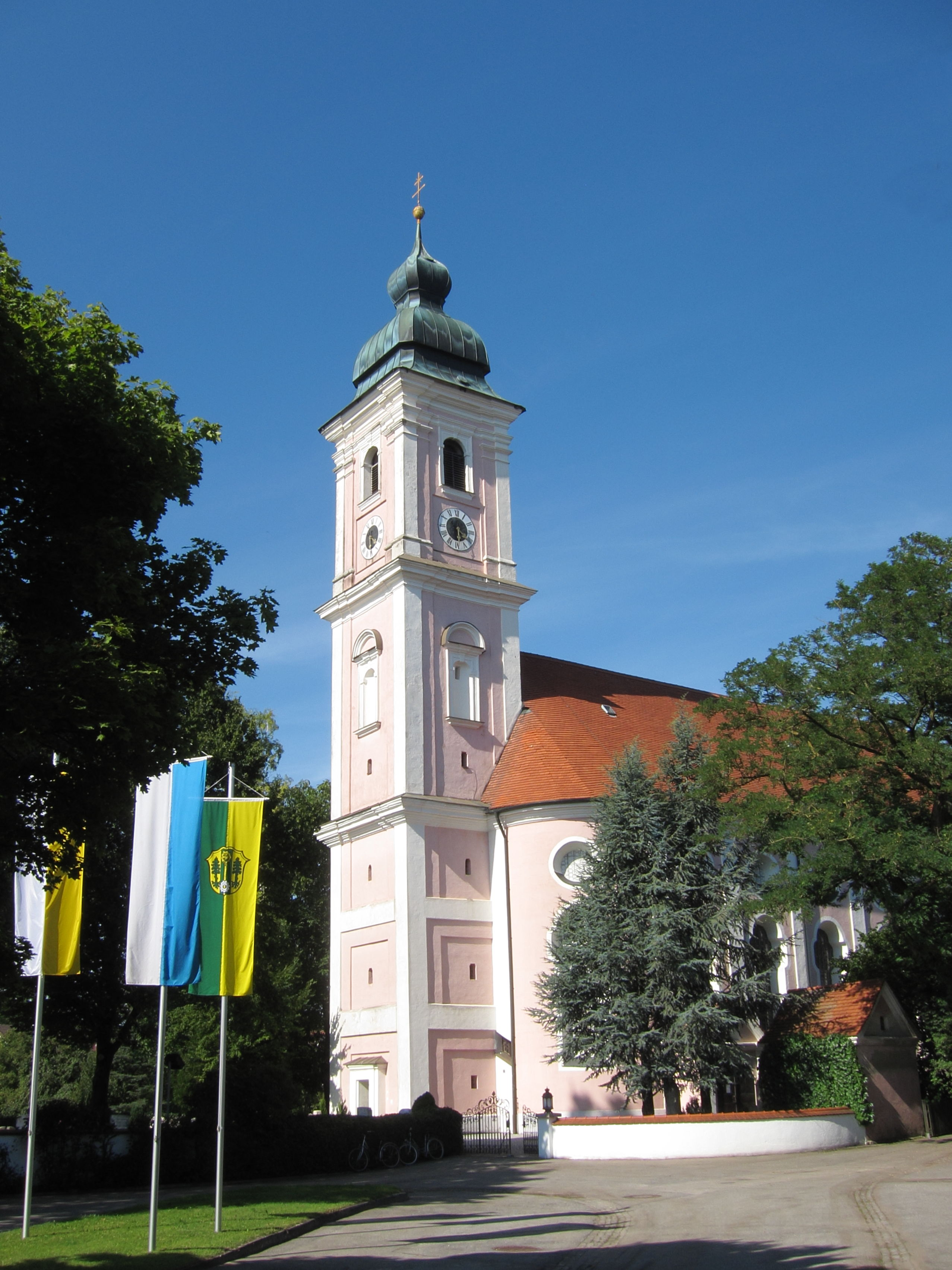
Außenansicht der Kirche

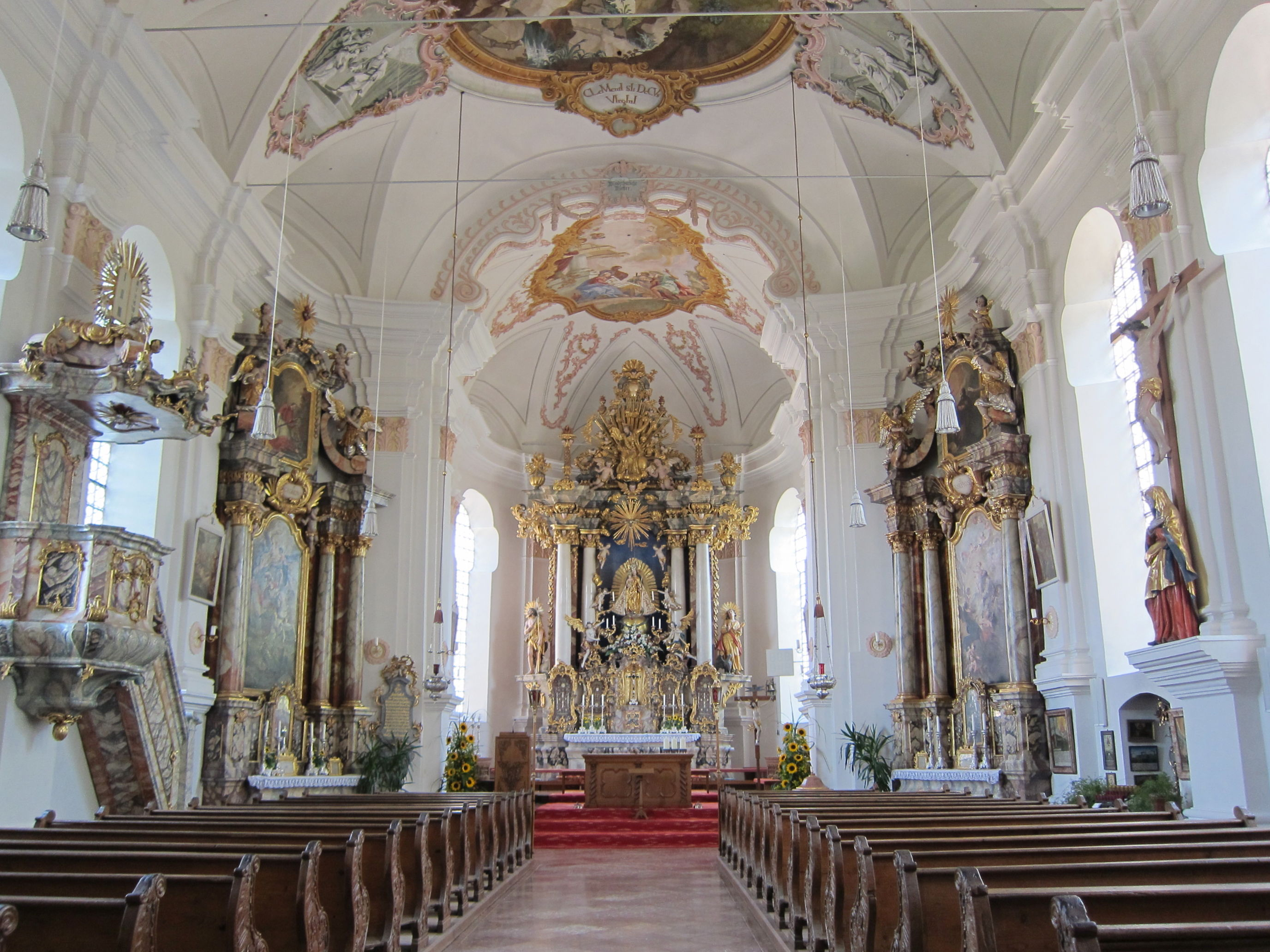
Altarraum der Kirche

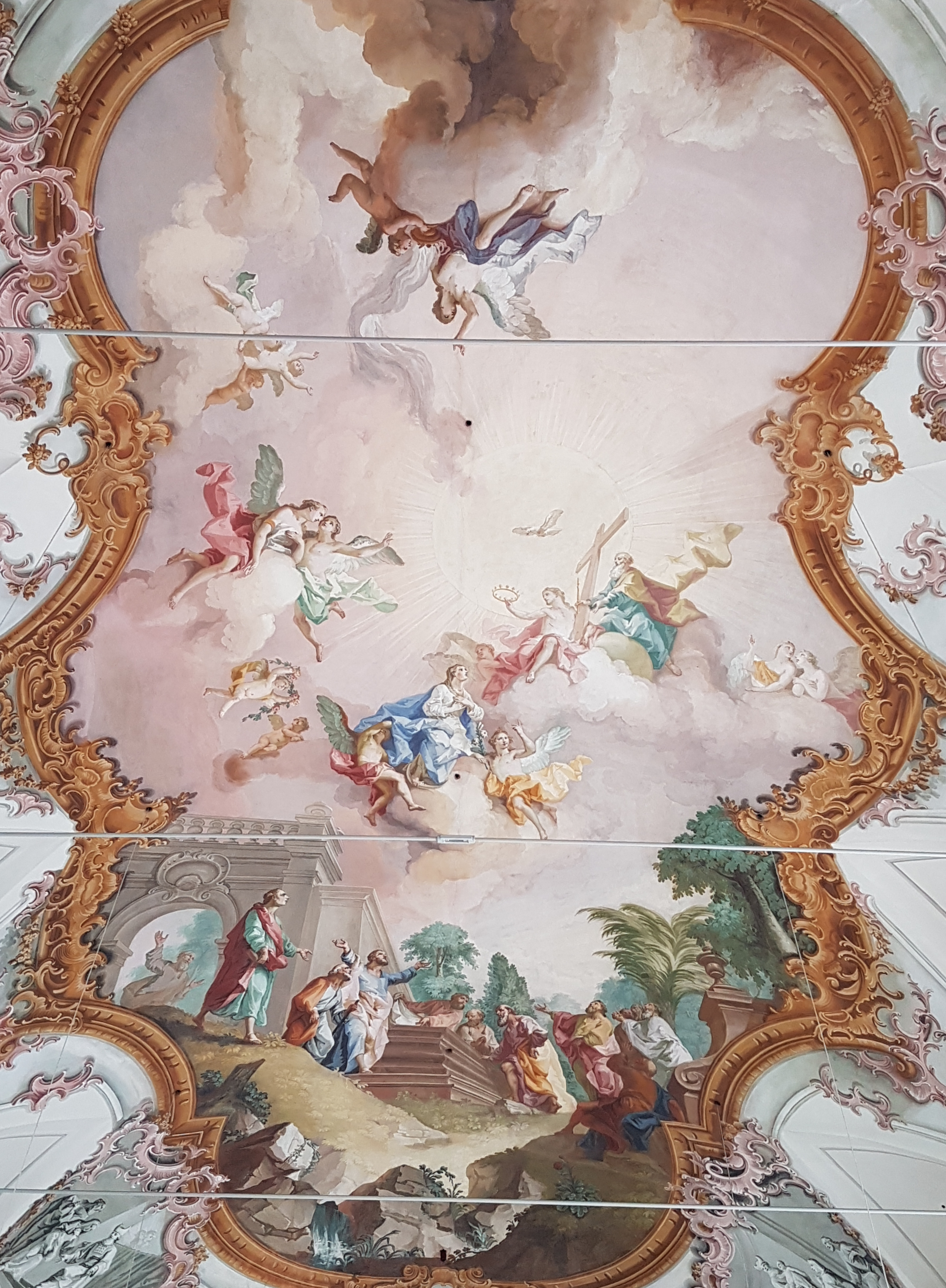
Langhausfresko

Mariä Himmelfahrt Tading ist eine Pfarr- und  Wallfahrtskirche in Tading in der Gemeinde Forstern.

## Geschichte
Eine erste Kirche in Tading bestand laut den Konradinischen Matrikeln schon 1315. Bereits im 15. Jahrhundert bestand hier eine Wallfahrt. Die heutige Wallfahrtskirche „Mariä Himmelfahrt“ in Tading, ein für den Erdinger Barock typischer und prägnanter Kirchenbau, wurde von 1714 bis 1717 vom Erdinger Maurermeister Anton Kogler errichtet. Fürstbischof Johann Franz Eckher von Kapfing und Liechteneck hat sie am 5. Oktober 1719 geweiht. Sie ist eine der bedeutendsten Marienwallfahrtsstätten in der Region.
Über sechs Jahrhunderte lang gehörten Forstern, Tading und Harthofen als Filialen der Pfarrei Buch am Buchrain an. Erst im Jahr 1827 wurde Reithofen aus der Pfarrei Pemmering in die Pfarrei Buch am Buchrain „eingepfarrt“ und 19 Jahre später, also im Jahre 1846 mit den Filialen Forstern, Tading und Harthofen zur „Expositur Reithofen“ erhoben. Zu einer weiteren Umstrukturierung kam es, als die Expositur Reithofen 1965 durch die Gründung der Pfarrkuratie Forstern-Tading abgelöst wurde. 1969 schließlich wurde diese zur Pfarrei „Mariä Himmelfahrt“ mit der Wallfahrtskirche in Tading als Pfarrkirche erhoben.

## Beschreibung
Die Kirche ist als Baudenkmal unter der Akten-Nummer D-1-77-119-6 gelistet:
Saalbau mit eingezogenem halbrundem Chorabschluss und Spindelhelmturm, bedeutender spätbarocker Bau von Anton Kogler an Stelle eines gotischen Vorgängerbaus, 1714–17; mit Ausstattung; Friedhofsgebäude, kleiner Satteldachbau mit Figurennische, gleichzeitig.
Der Erdinger Kistler Johann Eckhart und der Erdinger Bildhauer Josef Senes schufen um 1721 den prunkvollen barocken Hochaltar, in dessen Mitte sich das ursprüngliche gotische, um 1500 entstandene Gnadenbild befindet. Die wertvollen und herrlichen Skulpturen stammen von Christian Jorhan aus Landshut. Das Deckengemälde schuf der Münchner Hofmaler Johann Martin Heigl im Jahre 1765. Die Kanzel von 1780 ist eine Arbeit von Matthias Fackler.